# Смеловка (Ростовская область)
Смеловка — хутор в Тарасовском районе Ростовской области.
Входит в состав Тарасовского сельского поселения.

## Население
| 2010 |
| ---- |
| 103  |

## Улицы
На хуторе имеется одна улица — Октябрьская.

## Археология
Рядом со Смеловкой находятся памятники археологии:
- Курганная группа «Смеловка I» — в 1,0 км к югу от хутора.
- Курганная группа «Смеловка III» (3 кургана) — в 0,6 км к западу-северо-западу от хутора.